# Andrzej Grajewski
Andrzej Ryszard Grajewski (ur. 8 października 1953 w Bielsku-Białej) – polski politolog, dziennikarz i publicysta mediów katolickich, w latach 1999–2006 członek Kolegium Instytutu Pamięci Narodowej.

## Życiorys
Ukończył w 1978 studia na Wydziale Nauk Społecznych Uniwersytetu Śląskiego, w 2001 uzyskał stopień doktora nauk politycznych.
Od 1978 do 1981 był asystentem w Śląskim Instytucie Naukowym. Od 1981 związany z redakcją katolickiego tygodnika „Gość Niedzielny”, w 1998 objął stanowisko zastępcy redaktora naczelnego tego czasopisma. Został także felietonistą należącego do Instytutu Gość Media Radia eM.
W 1980 wstąpił do „Solidarności”, redagował lokalne biuletyny związku „Naszą Solidarność” i „Zderzenie”, wchodził w skład rady programowej Wszechnicy Podbeskidzia. Po wprowadzeniu stanu wojennego organizował pomoc dla internowanych i ich rodzin, działał w Duszpasterstwie Ludzi Pracy, współpracował z prasą niezależną. W 1987 zaangażował się w działalność podziemnej Solidarności Polsko-Czechosłowackiej. W 1989 organizował manifestacje m.in. w obronie Václava Havla.
W drugiej połowie lat 90. należał do Ruchu Stu i Stronnictwa Konserwatywno-Ludowego. W latach 1999–2006 z rekomendacji AWS zasiadał w Kolegium Instytutu Pamięci Narodowej I kadencji, przez rok pełnił funkcję jego przewodniczącego. Został też członkiem Polsko-Rosyjskiej Grupy do Spraw Trudnych oraz współprzewodniczącym zarządu Fundacji Współpracy Polsko-Niemieckiej.

## Odznaczenia i wyróżnienia
- 2010 – Krzyż „Pro Ecclesia et Pontifice”
- 2011 – Krzyż Wolności i Solidarności[1]
- 2015 – Odznaka Honorowa „Bene Merito”[2]
- 2016 – Krzyż Oficerski Orderu Zasługi RFN[3]
- 2019 – Medal „Pro Christi Regno”[4].
- 2025 – Krzyż Oficerski Orderu Odrodzenia Polski[5]

## Wybrane publikacje
- Wygnanie, 1990
- Rosja i krzyż. Z dziejów Kościoła Prawosławnego w ZSRR, 1991
- Świadek i uczestnik. 70 lat „Gościa Niedzielnego” (1923–1993), 1993
- Tarcza i miecz. Rosyjskie służby specjalne 1991–1998, 1998
- Kompleks Judasza. Kościół zraniony. Chrześcijanie w Europie Środkowo-Wschodniej między oporem a kolaboracją, 1999
- Trudne pojednanie. Stosunki czesko-niemieckie 1989–1999, 2000
- Czas próby. „Solidarność" na Podbeskidziu w latach 1980–2005 (współautor z Arturem Kasprzykowskim), 2006
- Papież musiał zginąć. Wyjaśnienia Ali Agcy (współautor z Michałem Skwarą), 2011
- Agca nie był sam (współautor z Michałem Skwarą), 2015
- Żarliwy antykomunista. Pontyfikat Jana Pawła II w dokumentach KGB Ukraińskiej Socjalistycznej Republiki (1978–1997) (opracowanie), 2023[6]
- W dialogu i zwarciu. Stolica Apostolska wobec sowieckiego komunizmu, 2024